# City of Palms Park
 (avril 2025).
Le City of Palms Park est un stade de baseball situé à Fort Myers en Floride. 
Cette enceinte inaugurée en 1993 est utilisée par la franchise de MLB des Boston Red Sox afin de préparer ses saisons pendant les mois de février et de mars.
D'avril à juin l'équipe de rookies des Boston Red Sox, les Gulf Coast League Red Sox évoluent au City of Palms Park.
Dimensions du terrain : champ gauche 330 ft., champ centre 410 ft. et champ droit 330 ft.